# Kyoto Shoshidai

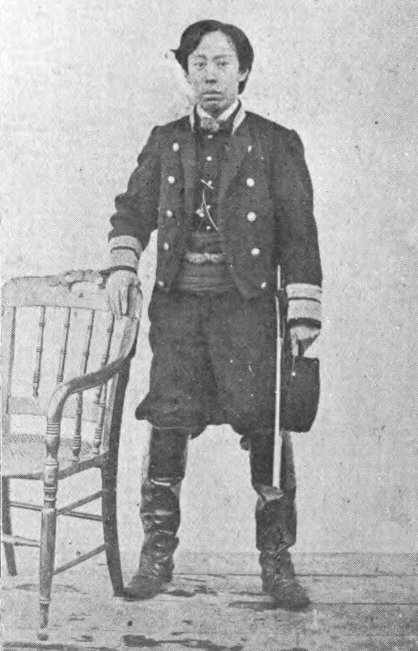
Imagem dd Kyoto Shoshidai.

O Kyōto Shoshidai (京都所司代, Kyōto Shoshidai) foi um posto administrativo e político responsável pela segurança da região de Kyōto no Período Edo da História do Japão .  A importância e eficácia do cargo foi reforçada pelo terceiro shogun Tokugawa Iemitsu, que desenvolveu as criações iniciais de elementos burocráticos em um todo consistente e coerente .

## Papel do Shoshidai
Kyōto Shoshidai era o representante pessoal dos generais Oda Nobunaga e Toyotomi Hideyoshi , e foi institucionalizado como o representante do shogunato Tokugawa .
Tinha uma função semelhante ao Rokuhara Tandai dos Séculos XIII e XIV. Tandai era o nome dado aos governadores e magistrados das cidades importantes do shogunato Kamakura. O cargo tornou-se importante sob a Regência dos Hōjō e sempre foi realizada por um membro de confiança do Clã .
Sua funções foram ampliadas e passaram a estar hierarquicamente ligada ao Shogunato Tokugawa. O Shoshidai, geralmente escolhidos entre os daimyō fudai , e era o representante do Shogun na região de Kyōto, responsável pela manutenção de boas relações e da comunicação aberta entre o shogunato e a corte imperial . Era também encarregado de controlar o acesso dos daimyōs à Corte. Supervisionava as medidas financeiras e judiciais, e garantia a segurança pessoal do Imperador e da Corte . Por exemplo, o Shoshidai orientava o Magistrado de Kyōto ou o administrador municipal (o Machi-Bugyo) na prevenção e na organização do combate a incêndios nos palácios reais .  Neste contexto, o trabalho do shoshidai  era acompanhado pelo administrador da corte (Kinri-Zuki Bugyō)  e pelo administrador da Corte do ex-imperador (Sendō-Zuki Bugyō), ambos nomeados pelo xogunato . Também era o cabeça de uma rede de espiões, cuja tarefa era descobrir e relatar quaisquer fontes de sedição, insurreição ou outros tipos de agitação .
Como Governador-Geral de Kyōto e das oito províncias vizinhas , o Shoshidai era responsável pela coleta de impostos nas províncias e para outras funções inerentes a este cargo . Os administradores de Nara  e Fushimi, além do governador (Daikan) de Kyōto, e dos funcionários do Castelo de Nijō eram todos subordinados ao Shoshidai. Este detinha também o controle de fiscalização de todos os templos e santuários . O Shoshidai tinha sua própria guarda pessoal (Yoriki) além dos efetivos policiais (Dōshin)  sob o seu comando .
Além de funções administrativas, o Shoshidai deveria participar em eventos cerimoniais com o objetivo de consolidar o poder e a influência do shogunato. Por exemplo, em setembro de 1617, uma delegação coreana foi recebido por Hidetada no Castelo Fushimi, e o Shoshidai foi convocado por duas razões: (1) para os coreanos, para ressaltar a importância da missão, e (2) para os kuges da corte, para se certificar de que eles estavam devidamente impressionado .
Para se qualificar para este alto cargo, deveria ter sido anteriormente governador de Osaka como um pré-requisito. O próximo requisito seria uma ligação pessoal com o Shogun que era mantida através de visitas a Edo a cada cinco ou seis anos para se reportar diretamente ao Shogun . A rota convencional da promoção era do Governador de Osaka (Judai) para o Kyōto Shoshidai e dessa posição para o Alto Conselho de Anciãos ( Rōjū) .  O Shusidai ganhava uma renda de 10.000 koku anualmente, além da renda de seu próprio daimyō .
Em setembro de 1862, um concorrente, um cargo com funções parecidas foi criado, o "Kyoto Shugoshoku", foi criado em uma tentativa de fortalecer a facção Kōbu-gattai (公武合体, , um movimento para promover a cooperação entre a Corte e o Shogunato). O  Kōbu-gattai  era constituído por daimyō e kuges que buscavam uma maior parcela de poder político sem destruir o shogunato, em contraste com a facção mais radical, o Tōbaku (倒幕, derrubar o shogunato) , que atraiu homens como Toshimichi Okubo. O escritório do Shugoshoku tinha essencialmente as mesmas funções que o Shoshidai, mas foi considerado hierarquicamente superior e apenas os membros do Clã Matsudaira foram nomeados para esse cargo .
O último Kyōto Shoshidai , Matsudaira Sadaaki , fazia parte do ramo Kuwana dos Tokugawa . Por uma questão prática, pode-se dizer que seu mandato terminou com sua renúncia em 1867, mas as questões não estavam tão calmas na época. Após o édito imperial que sancionou a restauração do governo imperial (Novembro de 1867), houve um lapso de tempo antes que o cargo de Shoshidai fosse abolido (janeiro de 1868) e os assuntos da cidade foram temporariamente confiados aos clãs de Sasayama (Aoyama), Zeze (Honda) e Kameyama (Matsudaira).

## Kyōto Shoshidaido Período Edo
| Kyōto Shoshidai do Período Edo | Kyōto Shoshidai do Período Edo | Kyōto Shoshidai do Período Edo | Kyōto Shoshidai do Período Edo                                           | Kyōto Shoshidai do Período Edo |
| Ordem                          | Nome                           | Duração                        | Notas                                                                    |                                |
| ------------------------------ | ------------------------------ | ------------------------------ | ------------------------------------------------------------------------ | ------------------------------ |
| 1                              | Okudaira Nobumasa              | 1600–1601                      |                                                                          |                                |
| 2                              | Itakura Katsushige             | 1601–1619                      |                                                                          |                                |
| 3                              | Makino Chikashige              | 1654–1668                      |                                                                          |                                |
| 4                              | Itakura Shigenori              | 1668–1670                      |                                                                          |                                |
| 5                              | Nagai Naotsune                 | 1670–1678                      |                                                                          |                                |
| 6                              | Toda Tadamasa                  | 1678–1681                      |                                                                          |                                |
| 7                              | Inaba Masamichi                | 1681–1685                      |                                                                          |                                |
| 8                              | Tsuchiya Masanao               | 1685–1687                      |                                                                          |                                |
| 9                              | Naitō Shigeyori                | 1687–1690                      |                                                                          |                                |
| 10                             | Matsudaira Nobuoki             | 1690–1691                      |                                                                          |                                |
| 11                             | Ogasawara Nagashige            | 1691–1697                      |                                                                          |                                |
| 14                             | Matsudaira Nobutsune           | 1697–1714                      |                                                                          |                                |
| 15                             | Mizuno Tadayuki                | 1714–1717                      |                                                                          |                                |
| 16                             | Matsudaira Tadachika           | 1717–1724                      |                                                                          |                                |
| 17                             | Makino Hideshige               | 1724–1734                      |                                                                          |                                |
| 18                             | Toki Yoritoshi                 | 1734–1742                      |                                                                          |                                |
| 19                             | Makino Sadamichi               | 1742–1749                      |                                                                          |                                |
| 20                             | Matsudaira Sukekuni            | 1749–1752                      |                                                                          |                                |
| 21                             | Sakai Tadamochi                | 1752–1756                      |                                                                          |                                |
| 22                             | Matsudaira Terutaka            | 1756–1758                      |                                                                          |                                |
| 23                             | Inoue Masatsune                | 1758–1760                      |                                                                          |                                |
| 24                             | Abe Masasuke                   | 1760–1764                      |                                                                          |                                |
| 25                             | Abe Masachika                  | 1764–1768                      |                                                                          |                                |
| 26                             | Doi Toshisato                  | 1769–1777                      |                                                                          |                                |
| 27                             | Kuze Hiroakira                 | 1777–1781                      |                                                                          |                                |
| 28                             | Makino Sadanaga                | 1781–1784                      |                                                                          |                                |
| 29                             | Toda Tadatō                    | 1784–1789                      |                                                                          |                                |
| 30                             | Ōta Sukeyoshi                  | 1789-1782                      |                                                                          |                                |
| 31                             | Hotta Masanari                 | 1792–1798                      |                                                                          |                                |
| 32                             | Makino Tadakiyo                | 1798–1801                      |                                                                          |                                |
| 33                             | Doi Toshiatsu                  | 1801–1802                      |                                                                          |                                |
| 34                             | Aoyama Tadayasu                | 1802–1804                      |                                                                          |                                |
| 35                             | Inaba Masanobu                 | 1804–1806                      |                                                                          |                                |
| 36                             | Abe Masayoshi                  | 1806–1808                      |                                                                          |                                |
| 37                             | Sakai Tadayuki                 | 1808–1815                      |                                                                          |                                |
| 38                             | Ōkubo Tadazane                 | 1815–1818                      |                                                                          |                                |
| 39                             | Matsudaira Norihiro            | 1818–1823                      |                                                                          |                                |
| 40                             | Naitō Nobuatsu                 | 1823–1825                      |                                                                          |                                |
| 41                             | Matsudaira Yasutō              | 1825–1826                      |                                                                          |                                |
| 42                             | Mizuno Tadakuni                | 1826–1828                      |                                                                          |                                |
| 43                             | Matsudaira Muneakira           | 1828–1832                      |                                                                          |                                |
| 44                             | Ōta Sukemoto                   | 1832–1834                      |                                                                          |                                |
| 45                             | Matsudaira Nobuyori            | 1834–1837                      |                                                                          |                                |
| 46                             | Doi Toshitsura                 | 1837–1838                      |                                                                          |                                |
| 47                             | Manabe Akikatsu                | 1838–1840                      |                                                                          |                                |
| 48                             | Makino Tadamasa                | 1840–1843                      |                                                                          |                                |
| 49                             | Sakai Tadaaki                  | 1843–1850                      |                                                                          |                                |
| 50                             | Naitō Nobuchika                | 1850–1851                      |                                                                          |                                |
| 51                             | Wakisaka Yasuori               | 1851–1857                      |                                                                          |                                |
| 52                             | Honda Tadamoto                 | 1857–1858                      |                                                                          |                                |
| 53                             | Sakai Tadaaki                  | 1858–1862                      |                                                                          |                                |
| 54                             | Matsudaira Munehide            | 1862                           | Daimyō de Tango-Miyazu, depois envolvido em negociações internacionais . |                                |
| 55                             | Makino Tadayuki                | 1862–1863                      | Daimyō de Nagaoka.                                                       |                                |
| 56                             | Inaba Masakuni                 | 1863–1864                      |                                                                          |                                |
| 57                             | Matsudaira Sadaaki             | 1864–1867                      | Último Shoshidai; irmão de Matsudaira Katamori.                          |                                |